# Rite (Raba)
Rite is een bestuurslaag in het regentschap Bima van de provincie West-Nusa Tenggara, Indonesië. Rite telt 1946 inwoners (volkstelling 2010).